# Ideopsis natunensis
Ideopsis natunensis är en fjärilsart som beskrevs av Hans Fruhstorfer 1910. Ideopsis natunensis ingår i släktet Ideopsis och familjen praktfjärilar. Inga underarter finns listade i Catalogue of Life.